# Tumulus van Blehen

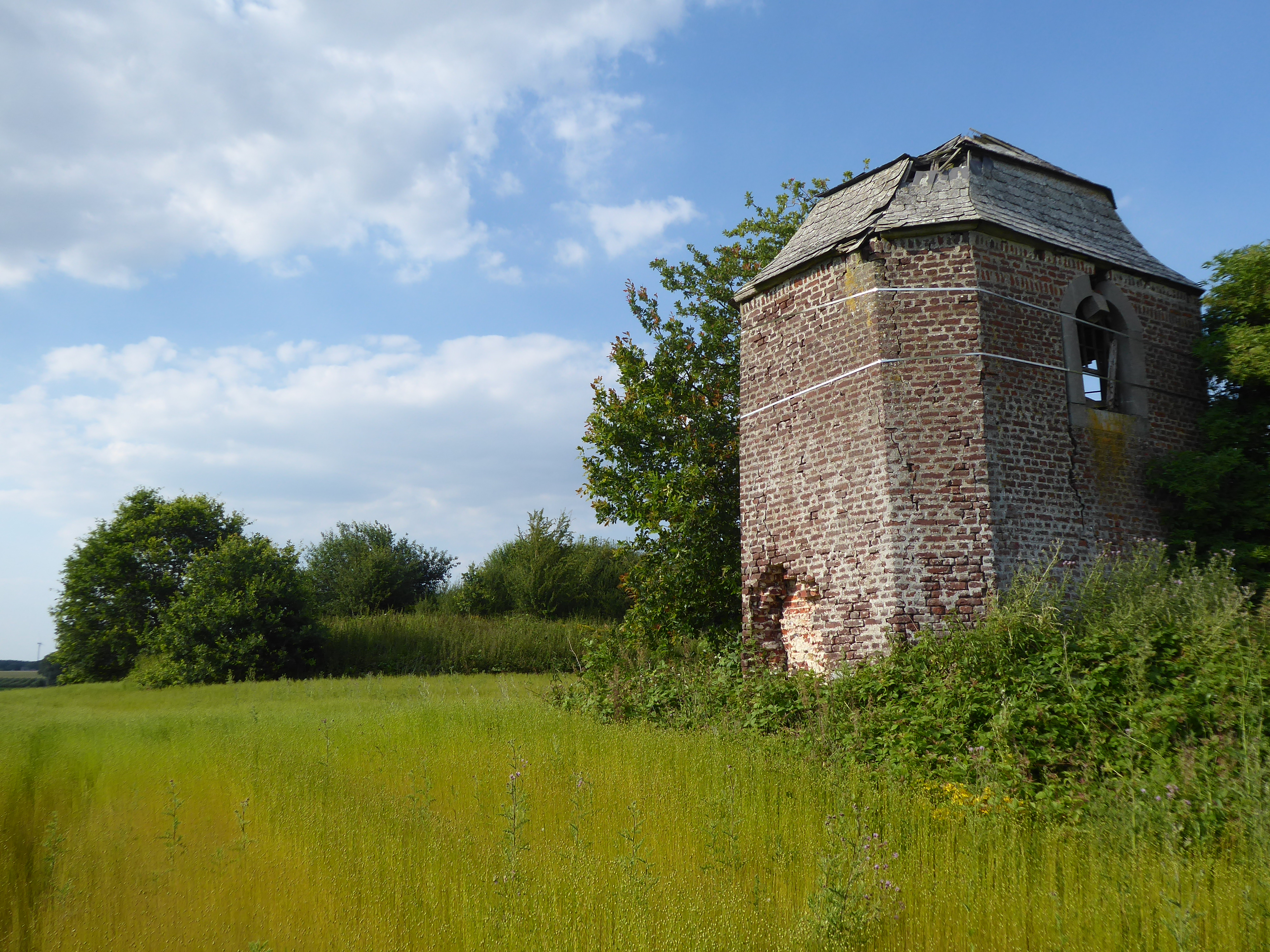
Sint-Donatuskapel met tumulus in de achtergrond

De Tumulus van Blehen is een Gallo-Romeinse grafheuvel bij Blehen in de Belgische provincie Luik in de gemeente Hannuit. De grafheuvel ligt in een hoog deel van het landschap ten noorden van het dorp niet ver van de straat Rue du Tumulus.
De grafheuvel dateert uit de 1e eeuw n.Chr. In de heuvel heeft men vele Gallo-Romeinse voorwerpen gevonden die zich in het Museum Curtius bevinden.

In de nabijheid van de tumulus bevindt zich de Sint-Donatuskapel uit 1755. De kapel wordt sinds 1979 beschermd als monument. Ook de omgeving van de kapel met de tumulus werd op dat moment beschermd als landschap.

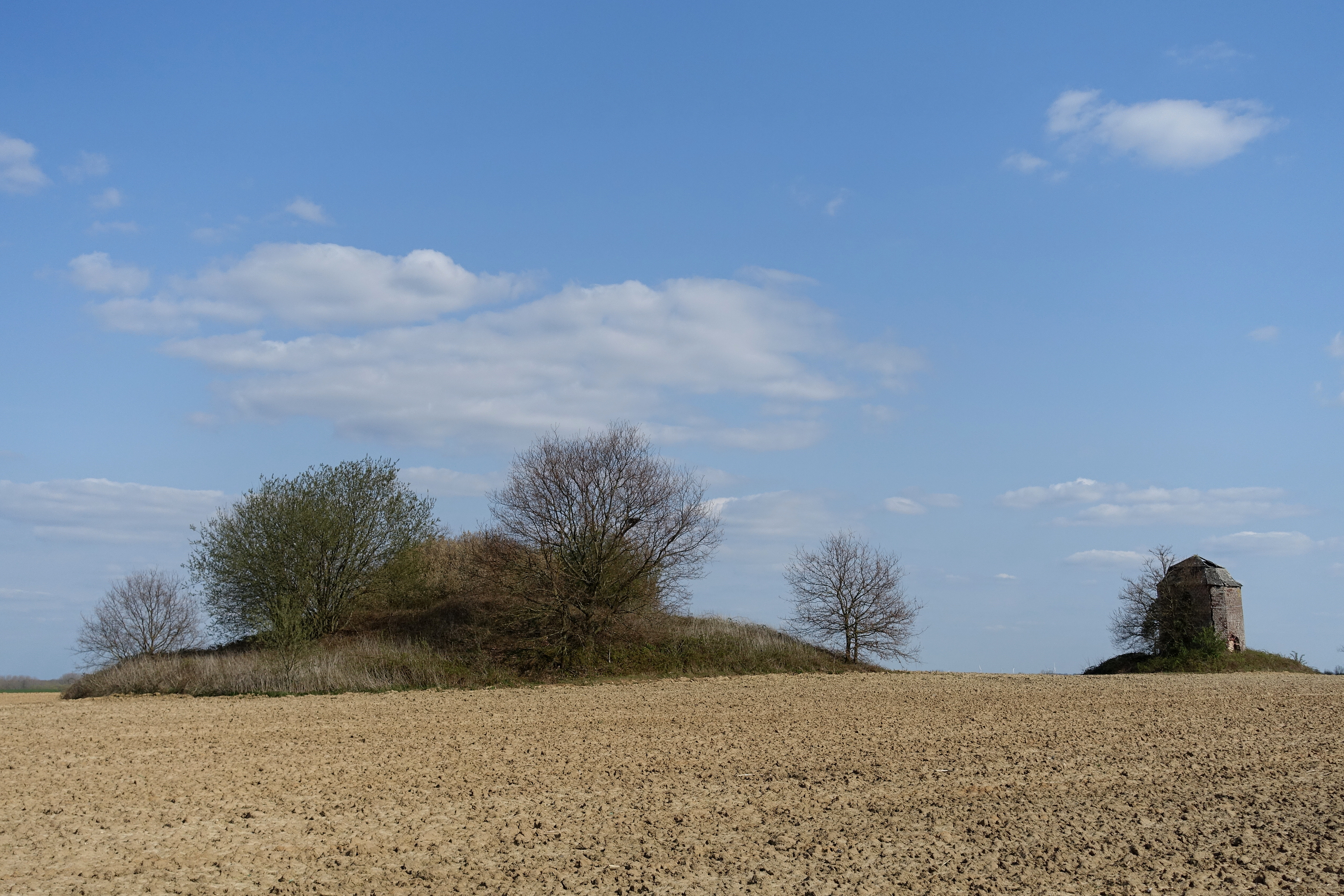
Tumulus en kapel